# Montebuoni
Montebuoni è una località del Comune di Impruneta.

## Storia
Il toponimo indica sia il poggio che, in val di Greve, da sud domina Tavarnuzze sia la frazione che si estende dalla località Borgo di Sopra fino al poggio omonimo (oggi chiamato anche Vallombrosina) passando per il vero e proprio Borgo di Montebuoni ove sorge la Chiesa di San Pietro.
Luogo di origine della casata dei Buondelmonti, signori di gran parte della Val di Greve e della Val di Pesa, il nome Montebuoni viene fatto per la prima volta in un documento del 1092 per citare il castello che ivi vi sorgeva come castrum Montis Boni. All'epoca la località era anche chiamata Muliermala (la mala femmina) come si evince anche da un documento del 1095 che parla di un edificio positus et constructus in loco ubi dicitur Muliermala iusta castrum Monteboni e da uno del 1096 ove si cita la Chiesa di San Pietro lì edificata come Ecclesiam Sancti Petri de Muliermala: il toponimo originale Montebuoni è quindi quello relativo al solo sito del castello e poi è passato ad indicare tutto l'insediamento circostante soppiantando l'originale nome Muliermala.
L'antico borgo era attraversato dalla strada romana del V secolo che da Firenze andava a Roma ed era fortificato tanto che si ricorda di un cambiavalute alla porta di Mezzogiorno. All'interno del borgo si trovava lo Spedale di San Giuliano, già attivo nel 1096, che accoglieva gratuitamente i passanti e dava loro assistenza. Questo, sotto la protezione dell'Abbazia di Montescalari, consisteva in un cortile con pozzo, una cucina e due stanze, una per gli uomini e una per le donne, munite di lenzuoli e coperte. Ingrandito nel tempo e attivo per molti secoli è ancora ben visibile sul lato sinistro di via Montebuoni venendo da Tavarnuzze.
In un edificio di Montebuoni che i Fiorentini lasciarono alla famiglia Buondelmonti dopo la distruzione del Castello visse e abitò Buondelmonte de' Buondelmonti famoso per aver dato, con la sua condotta, origine a quelle discordie civili tra Guelfi e Ghibellini all'origine di tanti lutti e spargimenti di sangue nella città di Firenze.
Nel 1430 mentre il Brunelleschi costruiva la cupola del Duomo un certo Maso di Antonio fornaciaio a Montebuoni fornì 189 embrici all'Opera di Santa Maria del Fiore.

## Monumenti e luoghi d'interesse

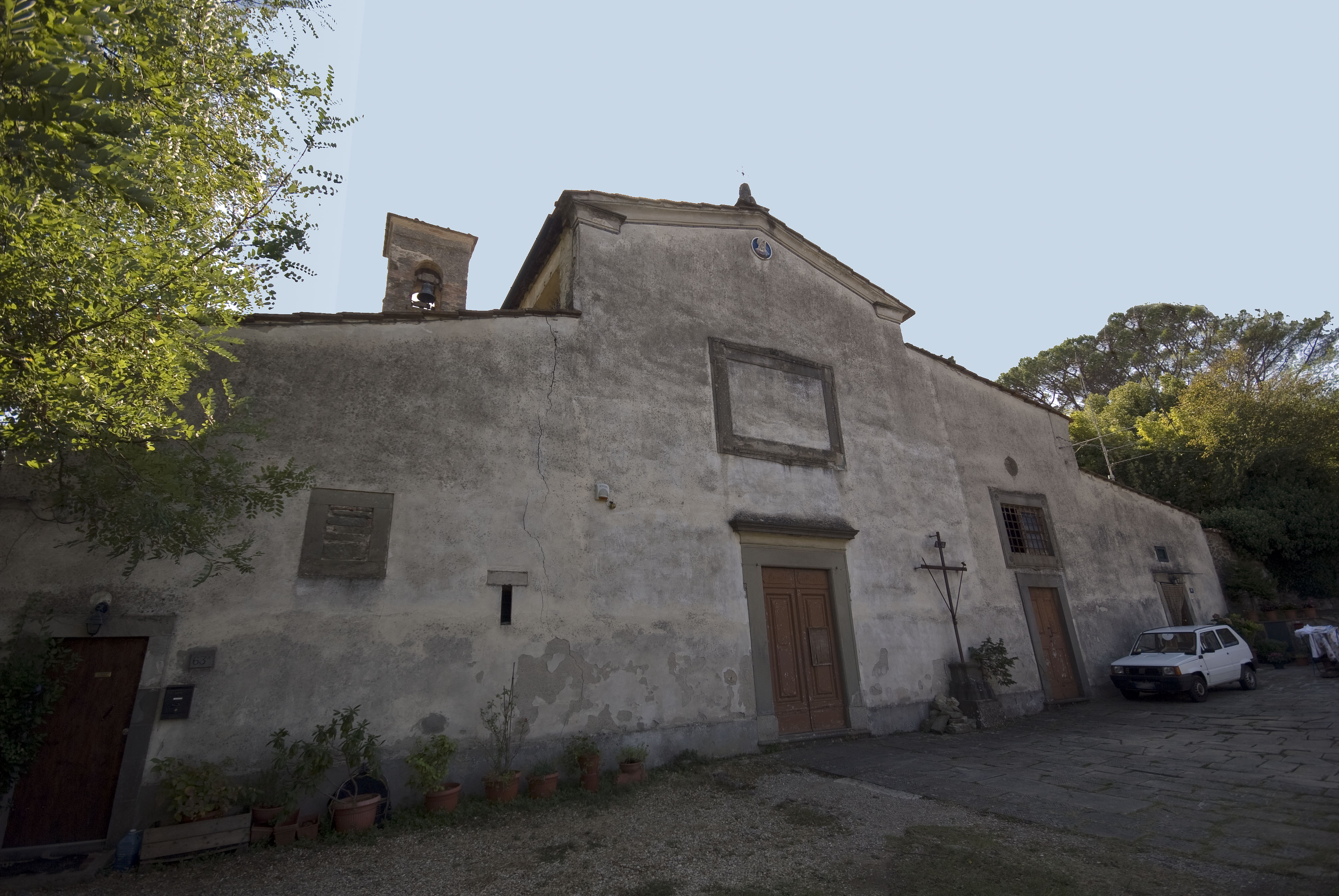
Chiesa di San Pietro (Montebuoni)

- Chiesa di San Pietro, pregevole edificio risalente almeno ai primi del XI secolo sotto la giuridistizione della Chiesa di Santa Maria all'Impruneta. Essa fu poi restaurata nelle forme attuali alla fine del XVII secolo. Adiacente alla Chiesa si trova l'oratorio della Compagnia della Santissima Trinità, confraternita laica costituita presso la chiesa parrocchiale i cui membri, siano essi ricchi o poveri, uomini o donne, con rapporti paritari tra loro associavano alle pratiche devozionali impegni di carattere assistenziale.
- Oratorio della Madonna del Poggio (Vallombrosina)
- Antiche cave di pietra serena
- Spedale di San Giuliano
- Villa Il Poggerello
- Villa Bacherelli (o Villa Murray)
- Villa Castagnolo (o Sparavento)
- Villa La Vergine